# Anna-Lisa Hillbom
Anna-Lisa Hillbom, ofta kallad Storveta, född 24 september 1912 i Bollnäs, död 11 juni 2003 i Gävle, var en svensk bibliotekarie och TV-personlighet.
Hillbom arbetade vid stadsbiblioteket i Gävle där hon 1958–1977 var förste bibliotekarie. Hon blev nationellt uppmärksammad genom medverkan i ett antal frågesportprogram i TV, bland annat Tjugoett, Långdansen, Minnesmästarna och Kvitt eller dubbelt. För sitt mångkunniga vetande fick hon smeknamnet "Storveta". 
Efter sin pensionering skrev hon verket Litteraturen om Gästrikland och Hälsingland (3 band, 2002; utgiven av Länsmuseet Gävleborg). Hon medverkade också med uppsatser i olika tidskrifter och årsböcker. Den 24 juni 1985 var hon sommarpratare i Sveriges Radio P1.
Anna-Lisa Hillbom har fått en park uppkallad efter sig i Gävle som är belägen i närheten av stadsbiblioteket. Storvetas park invigdes i maj 2010.